# Joel Sánchez Ramos
Joel Sánchez Ramos (* 17. August 1974 in Guadalajara, Jalisco) ist ein ehemaliger mexikanischer Fußballspieler aus der Nachwuchsabteilung des Club Deportivo Guadalajara, bei dem er in der Saison 1991/92 auch seine Profikarriere begann und 1995/96 zum Stammspieler avancierte. Bekannt ist er auch unter seinem Spitznamen “el Tiburón” (der Hai). Nach seiner aktiven Laufbahn begann er eine Trainertätigkeit.

## Laufbahn

### Verein
Joel Sánchez gilt als eines der größten Talente, das die Nachwuchsabteilung von Chivas Guadalajara in den 1990er Jahren hervorgebracht hat. Obwohl er grundsätzlich als Innenverteidiger fungiert, kann er überall in der Abwehr eingesetzt werden. Er verleiht der Abwehr Stabilität und Sicherheit, ist darüber hinaus aber auch ein torgefährlicher Spieler. Trotz seiner Jugend war er eine der zentralen Stützen beim Titelgewinn von Guadalajara im Jahr 1997.
1999 verließ er den Verein und unterschrieb ausgerechnet bei Chivas’ Erzrivalen América. Doch bereits im Sommer 2001 kam er wieder zurück: „Ich bin ein Chiva und werde es immer sein.“ In den kommenden zwei Jahren bei Chivas avancierte er zum Spielführer und Kapitän der Mannschaft. Geliebt und vergöttert von den Fans, verließ er den Verein 2003 aufgrund von Differenzen mit dem Chivas-Eigner Jorge Vergara.
Seither spielte er in mehreren Etappen für den CD Veracruz, bei dem er Ende 2010 auch seine aktive Laufbahn beendete, sowie für Dorados de Sinaloa, Gallos Blancos de Querétaro und die UAG Tecos.

### Nationalmannschaft
„El Tibúron“ gehörte zum Kader der mexikanischen Nationalmannschaft bei der WM 1998 in Frankreich und kam in zwei Vorrundenspielen gegen Belgien und Holland zum Einsatz, die jeweils 2:2 endeten. Ferner gehörte er zum Kader der Mexikaner bei der U17-Weltmeisterschaft 1991, bei der U20-Weltmeisterschaft 1993 sowie bei der Copa América in den Jahren 1997 und 1999.

### Trainer
2014 bekleidete er bei Atlético Zacatepec erstmals das Amt des Cheftrainers, das er im folgenden Jahr auch bei den Alebrijes de Oaxaca und den Mineros de Zacatecas (bis Februar 2016) ausübte. Nach einer mehr als einjährigen Tätigkeit als Cheftrainer bei den Leones Negros de la UdeG arbeitete er zuletzt Ende 2018 als Cheftrainer des Venados FC.

## Erfolge
- Mexikanischer Meister: Clausura 1997